# Trachelopachys aemulatus
Espèce
Trachelopachys aemulatus est une espèce d'araignées aranéomorphes de la famille des Trachelidae.

## Distribution
Cette espèce est endémique du Paraguay. Elle se rencontre vers Apa .

## Description
Les femelles mesurent de 4,25 à 5,54 mm.

## Publication originale
- Gertsch, 1942 : New American spiders of the family Clubionidae III. American Museum Novitates, no 1195, p. 1-18 (texte intégral).